# 組合立図書館
組合立図書館（くみあいりつとしょかん）とは、広域連合または一部事務組合によって設置された公共図書館である。

## 概要
小規模な地方公共団体間において事務の共同処理のために、地方自治法で規定される特別地方公共団体（広域市町村圏組合）が設置されることがある。この枠内で設置された公立図書館が組合立図書館として扱われる。図書館設置推進策として『中小都市における公共図書館の運営』（略称：中小レポート）で提案され、『公立図書館設置および運営の基準案』でも言及された。しかし、館界で賛否が分かれたまま時が経ち、途中、見直しも図られたものの、市町村合併の推進と広域行政圏施策の見直しもあり、現在は定着していない。
平成24年度3月現在、統計上は群馬県の吾妻広域町村圏振興整備組合が設置した複合施設中之条ツインプラザ内に存在する中之条町ツインプラザ図書館（旧称：吾妻郡図書館。中之条町への移管による改称）1館のみが該当する。現在の所管は教育委員会で、吾妻広域町村圏振興整備組合が設置した視聴覚ライブラリーも移管されている。
かつて存在した組合立図書館として、蒜山教育事務組合立図書館（現・真庭市立蒜山図書館）があり、広域事務組合立図書館として、岩船広域図書館（現・村上市立中央図書館）がある。